# Lakiya
Lakiya o Laqye (ebraico: לקיה) è una città beduina nella provincia di Be'er Sheva, Distretto Meridionale di Israele.
È stata fondata nel 1982, nell'ambito del progetto governativo per assegnare una sede permanente ai Beduini.